# Thomas Vonn
Thomas Vonn (* 3. Dezember 1975 in Newburgh, Orange County, New York) ist ein ehemaliger US-amerikanischer Skirennläufer. Er war auf die Disziplinen Riesenslalom und Super-G spezialisiert. Er war von 2007 bis 2013 mit der Skirennläuferin Lindsey Vonn (* 1984) verheiratet.

## Biografie
Vonn gewann in den Saisonen 1998/99 und 1999/2000 die Riesenslalomwertung des Nor-Am Cups. Im Skiweltcup bestritt er zwischen 1998 und 2004 in den Disziplinen Riesenslalom und Super-G insgesamt 55 Rennen, fand aber nie den Anschluss an die Weltspitze. In 13 Rennen erreichte er die Punkteränge, beste Platzierung war ein 13. Platz am 8. Dezember 2002 beim Super-G von Beaver Creek (Colorado). Seine erfolgreichste Saison war der Winter 2001/02, als er sich für die Olympischen Winterspiele in Salt Lake City qualifizieren konnte und dort im Super-G auf den neunten Rang fuhr. Einen Monat nach Ende der Spiele wurde er US-amerikanischer Meister im Riesenslalom. Die letzten Weltcuprennen bestritt er im Dezember 2003, bis März 2005 startete er an FIS-Rennen, im Europacup und im Nor-Am Cup.
Am 29. September 2007 heiratete er in Deer Valley seine langjährige Freundin, die Skirennläuferin Lindsey Vonn. Bis Ende des Jahres 2011 gehörte er zu ihrem Betreuerstab. Das Paar trennte sich Ende 2011, ihre Ehe wurde Anfang 2013 geschieden.

## Erfolge

### Olympische Spiele
- Salt Lake City 2002: 9. Super-G, 19. Riesenslalom

### Weltcup
- 4 Platzierungen unter den besten 20

### Nor-Am Cup
- Saison 1998/99: 3. Gesamtwertung, 1. Riesenslalomwertung
- Saison 1999/00: 5. Gesamtwertung, 1. Riesenslalomwertung
- Saison 2000/01: 3. Gesamtwertung, 2. Riesenslalomwertung, 2. Super-G-Wertung
- 17 Podestplätze, davon 11 Siege

### Weitere Erfolge
- 1 US-amerikanischer Meistertitel (Riesenslalom 2002)
- 16 Siege in FIS-Rennen